# Acrosorus
Acrosorus – rodzaj roślin z rodziny paprotkowatych (Polypodiaceae) (dawniej w wyodrębnianej rodzinie Grammitidaceae). Obejmuje 7 gatunków występujących od Malezji po wyspy Samoa.

## Systematyka
Rodzaj z rodziny paprotkowatych (Polypodiaceae) należącej do rzędu paprotkowców (Polypodiales).
Wykaz gatunków (nazwy niezweryfikowane)
- Acrosorus exaltatus Copel.
- Acrosorus friderici-et-pauli Copel.
- Acrosorus grammitidiphyllus Parris
- Acrosorus merrillii Copel.
- Acrosorus nudicarpus P.M.Zamora & Co
- Acrosorus reineckei Copel.
- Acrosorus schlecteri Christ
- Acrosorus streptophyllus Copel.
- Acrosorus symmetricus Copel.
- Acrosorus triangularis Copel.